# Шлюхин, Николай Матвеевич
Никола́й Матве́евич Шлю́хин (24 декабря 1914, Оренбургская губерния — 29 ноября 1992, Ишимбай) — советский нефтяник, хозяйственный деятель. Заслуженный нефтяник Башкирской АССР (1965), почётный нефтяник СССР (1974).

## Биография
Родился в селе Новотроицкое Оренбургского уезда Оренбургской губернии (ныне Октябрьского района Оренбургской области).
При его участии открыто 30 и разбурено 40 нефтяных месторождений на юге Башкортостана с введением в эксплуатацию новых типов забойных двигателей, освоением турбинного способа сверхглубокого бурения. Под руководством Н. М. Шлюхина внедрён индустриальный метод строительства буровых и сетевое планирование вышкомонтажных работ.

## Образование
Окончил педагогический, затем Стерлитамакский нефтяной техникум. Два года трудился на ишимбайских промыслах. С 1938 по 1941 год учился в Бакинской промакадемии, которая после начала Великой Отечественной войны была расформирована, после чего Н. М. Шлюхин вернулся в Ишимбай.

## Трудовая деятельность
В 1936—1974 годы в объединении «Башнефть»: бурильщик, инженер, начальник трубной базы, с 1947 года — директор Ишимбайской конторы бурения, с 1968 года — заместитель управляющего трестом «Башюгнефтеразведка» (Ишимбай), с 1970 года — начальник базы Ишимбайского УБР.
Среди открытых и разбуренных месторождений нефти: Грачевское, Исимовское, Канчуринское, Саратовское и др.
Под его руководством проводилась работа по переводу буровых установок с приводом от котельных установок на дизельный электропривод, по испытанию и внедрению новых типов буровых установок «Уралмаш-3Д», «Уралмаш-5Д», введена новая система подготовки и повышения квалификации кадров бурильщиков.

## Награды
Орден Ленина (1959), Орден Трудового Красного Знамени (1971), орден «Знак Почёта» (1948).

## Семья
Супруга: Елизавета Михайловна; дети Юрий, Борис, Людмила.